# Приколисты
«Приколисты» (англ. Funny People) — фильм режиссёра и автора сценария Джадда Апатоу. Как и в предыдущих работах Апатоу, в этом фильме есть как комические, так и драматические элементы, однако последние преобладают.

## Сюжет
Джордж Симмонс — очень успешный стэнд-ап комик и кинозвезда. Неожиданно он узнаёт, что у него неизлечимое заболевание крови и жить ему осталось меньше года. Актёр Айра Райт подаёт большие надежды, старается изо всех сил, работая на сцене, но его фигура не вписывается в комедийный образ. Однако в одном эти разные люди похожи — у них нет близких друзей. Однажды ночью, когда они выступали в клубе, Джордж предложил Айра стать личным помощником, объявлять его выход перед началом представления. У них завязывается тесная дружба. Джордж учит, как выбиться из толпы и стать известным, а Айра помогает Джорджу, чтобы облегчить его участь. Однако Джордж узнаёт, что его болезнь прошла и что прежняя подруга Лаура вернулась к нему. Теперь предсмертный опыт помогает ему переосмыслить то важное в его жизни, что действительно придаёт смысл существования.

## В ролях
- Адам Сэндлер — Джордж Симмонс
- Сет Роген — Айра Райт
- Лесли Манн — Лора
- Эрик Бана — Кларк
- Джона Хилл — Лео Кениг
- Джейсон Шварцман — Марк Тейлор Джейксон
- Мод Апатоу — Мэйбл
- Айрис Апатоу — Ингрид
- RZA — Чак
- Обри Плаза — Дейзи

В небольших камео появились Энди Дик, Рэй Романо, Джастин Лонг и Эминем.

## Саундтрек
Саундтрек к фильму Приколисты вышел 28 июня 2009 года.
1. «Great Day» Пол Маккартни (2:08)
2. «Wires» by Coconut Records (2:26)
3. «All the King’s Horses» Плант Роберт и группа Strange Sensation (4:19)
4. «Carolina In My Mind (Live)» Джеймс Тейлор (4:58)
5. «Keep Me In Your Heart» Уоррен Зивон (3:27)
6. «Real Love» Адам Сэндлер (4:56)
7. «We (Early Take)» Нил Даймонд (4:11)
8. «Jesus, Etc. (Live Summer '08)» Уилко. Андрею Берд (4:01)
9. «George Simmons Soon Will Be Gone» Адам Сэндлер (2:15)
10. «I Am Young» группа Coconut Records (3:07)
11. «Memory» Ларри Голдинг & Мод Апатоу, (4:07)
12. «Photograph» Ринго Старр (3:58)
13. «Watching the Wheels (Acoustic Demo)» Джон Леннон (3:06)

Бонус треки:
1. «Secret O' Life (Live)» Стюар Тейлор (3:45)
2. «Photograph (Live)» Адам Сэндлер (2:55)
3. «Everybody Knows This Is Nowhere» Адам Сэндлер (4:02)
4. «Nighttiming» группа Coconut Records (2:48)

## Награды и номинации
- 2009 — 2 номинации на премию «Teen Choice Award»: лучшая летняя комедия и лучшая летняя кинозвезда (Адам Сэндлер)